# NGC 2952
NGC 2952 est une galaxie spirale relativement éloignée et située dans la constellation de l'Hydre. NGC 2952 a été découverte par l'astronome allemand Frank Müller en 1886.

## Caractéristiques
Sa vitesse par rapport au fond diffus cosmologique est de 9 684 ± 51 km/s, ce qui correspond à une distance de Hubble de 143 ± 10 Mpc (∼466 millions d'al). 
Il semble y avoir une étoile surimposée à la galaxie dans sa partie sud-est, mais l'image est de si piètre qualité qu'il se pourrait que ce soit une galaxie compacte. Pour la même raison, il est aussi difficile de trancher entre une spirale ordinaire (Wolfgang Steinicke), une spirale intermédiaire (le professeur Seligman) ou une spirale barrée (la base de données NASA/IPAC). On pourrait même penser qu'il s'agit d'une galaxie irrégulière.